# Jonna Lee
Jonna Lee (Linköping, Suecia, 3 de octubre de 1981) es una cantautora sueca, actualmente residente en Estocolmo. Más conocida como la líder del proyecto audiovisual iamamiwhoami, y su proyecto solista como ionnalee.

## Primeros años
Jonna Lee nació en Linköping, Suecia y creció en un pequeño pueblo sueco con su madre. Demostró desde temprana edad su talento musical, aunque nadie de su familia tuviera algún antecedente de esto.
En la adolescencia Jonna se traslada a Londres para trabajar con su música. Realiza su primer trabajo musical a los 17 años, cuando graba, siendo miembro de un dúo musical, su primer álbum.
Sin embargo, Jonna, no conforme con este trabajo en grupo, decide hacer una carrera de solista, para la cual, aprende a tocar todos los instrumentos musicales necesarios y llegar a ser la artista que deseaba.
Alrededor de los 20 años Jonna vuelve a Suecia, donde llega a formar parte de la escena musical indie. Comenzó grabando sus propias canciones, lanzádolas a través de su página web, hasta que, en el 2007, firma un contrato con Razzia Records, para grabar su primer álbum.

## Carrera
De regreso en Suecia grabó su primer álbum 10 Pieces, 10 Bruises, que fue lanzado por la disquera Razzia el 10 de octubre de 2007 y producido por su prometido Claes Björklund, productor y pianista itinerante de la banda escocesa Travis. El primer sencillo fue "Dried Out Eyes", seguido de "And Your Love", a dueto con el cantante británico Ed Harcourt, quien también produjo tres canciones en ese álbum.
En septiembre de 2008 Lee lanzó un EP de cinco canciones titulado This War.
Su segundo trabajo de estudio, "This Is Jonna Lee" llegó mundialmente a las tiendas el 25 de febrero de 2009. El álbum, producido por Lee y Björklund tenía como invitados a músicos como Neil Primrose de Travis, Annika Norlin de Hello Saferide y Andrea Kellerman de Firefox AK. El primer sencillo fue "My High" y "This Is Jonna Lee" fue presentado en la portada de "The Next Big Thing" de iTunes en Estados Unidos en mayo de 2009.

## iamamiwhoami
A principios de 2010 se rumoreó que Jonna Lee era la chica que aparecía en la campaña viral de iamamiwhoami, aunque su publicista lo negó. Conforme más videos aparecían la especulación se hacía más grande.
Lee fue identificada como la líder del proyecto.

## ionnalee
El 14 de febrero de 2017, To whom it may concern, discográfica de la cantante, dio a conocer a través de sus redes sociales la portada de su proyecto en solitario ionnalee, con la colaboración visual de la marca de moda japonesa Comme des Garçons, que anteriormente ya habían colaborado con la cantante. Días posteriores al anuncio, la discográfica lanzó un anticipo en el canal de YouTube de iamamiwhoami, en el cual se mostraba parte del nuevo marco audiovisual del proyecto, acompañado de un texto en el cual la misma cantante explicaba parte el concepto.
El primer sencillo, "Samaritan" se publicó en marzo de 2017.
A través de To whom it may concern, el 24 de noviembre junto al lanzamiento del sencillo "Gone" se dio a conocer que la cantante lanzaría en febrero de 2018 su álbum debut, EVERYONE AFRAID TO BE FORGOTTEN.
Semanas después confirmó el arte que acompaña el disco y las respectivas canciones que lo integran. El disco tiene fecha de publicación el viernes 16 de febrero de 2018.

## Discografía

### Álbumes de estudio
- 10 Pieces, 10 Bruises (2007)
- This Is Jonna Lee (2009)
- Everyone Afraid to Be Forgotten (2018)
- Remember the Future (2019)

### Álbumes en vivo
- Konsert (2021)

### Álbumes recopilatorios
- Kronologi (2020)

### Extended Plays
- This War EP (2008)
- isolation live in Ödeshög (2020)

### Sencillos
- "Dried Out Eyes" (2007)
- "And Your Love" (con Ed Harcourt) (2008)
- "I Wrote This Song" (2008)
- "My High" (2009)
- "Lake Chermain" (2009)
- "Something So Quiet" (2009)
- "Samaritan" (2017)
- "Not Human" (2017)
- "Simmer Down" (2017)
- "Gone" (2017)
- "Dunes of Sand" (con Jamie Irrepressible) (2018)
- "Joy" (2018)
- "Work" (2018)
- "Blazing" (2018)
- "Open Sea" (2019)
- "Some Body" (2019)
- "Remember The Future" (2019)
- "Matters" (con Zola Jesus) (2019)
- "Paramount" (2019)
- "Machinee" (2020)